# Versonnex (Ain)
Versonnex – miejscowość i gmina we Francji, w regionie Owernia-Rodan-Alpy, w departamencie Ain.

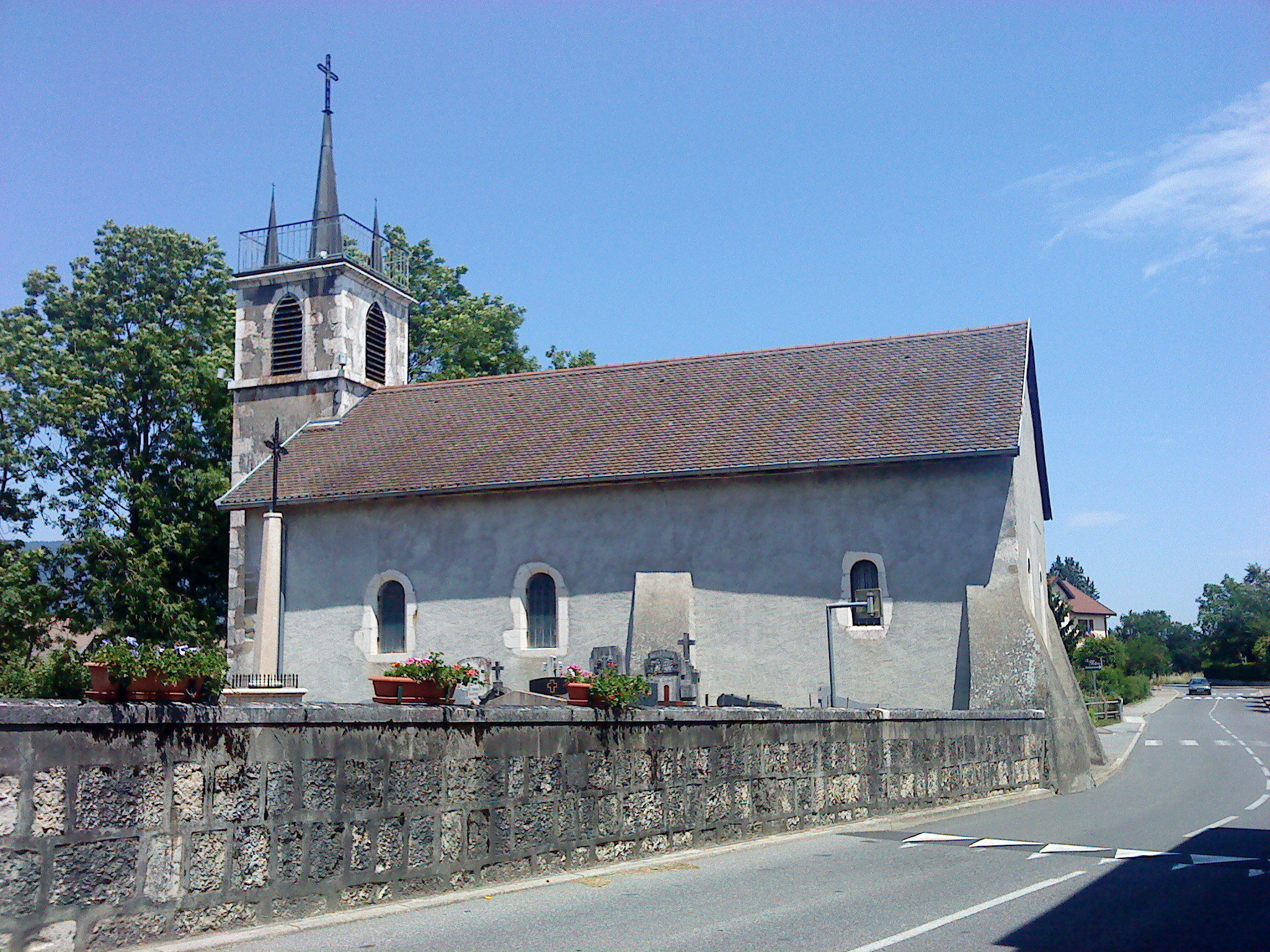
Kościół św. Marcina (2012 r.)

## Demografia
Według danych na styczeń 2012 roku gminę zamieszkiwało 2198 osób, a gęstość zaludnienia wynosiła 371,2 osób/km².